# Erik Bakker
Erik Bakker (Hoogeveen, 21 marzo 1990) è un ex calciatore olandese, di ruolo centrocampista.

## Carriera
Nella stagione 2012-2013 ottiene la promozione in Eredivisie con il Cambuur, esordendo quindi nella stagione 2013-2014 in massima serie.

## Palmarès

### Club

#### Competizioni nazionali
- Eerste Divisie: 1

Cambuur: 2012-2013